# La Văn Cẩm
Tước sĩ La Văn Cẩm CBE JP (tiếng Anh: Sir Man Kam Lo, 1893-1959）là luật sư Hồng Kông, thuộc gia tộc nhà tư sản La Trường Triệu, con rể của nhà tư sản Hà Đông. Nhà họ La là một trong bốn gia tộc lâu đời cùng với gia tộc Lợi Hi Thận (利希慎), ông trùm ngành cầm đồ Cao Khắc Ninh (高可寧). La Văn Cẩm cũng là cựu thành viên của Hội đồng đô thị, Hội đồng điều hành và Hội đồng lập pháp.

## Tiểu sử

### Gia đình

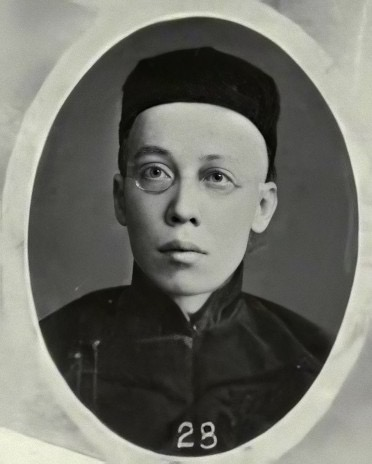
Cha của La Văn Cẩm

La Văn Cẩm sinh ra ở Phiên Ngung, Quảng Châu, Quảng Đông vào năm 1893. Ông là con trai cả của La Trường Triệu (羅長肇), thương nhân người lai Âu Á mang hai dòng máu Trung-Anh tại Hồng Kông, mẹ là Thi Tương Khanh (施湘卿, Lucy Zimmern), em gái của ông Thi Ngọc Kỳ (施玉麒, Andrew Zimmern), cộng sự của phái bộ nhà Thanh ở Bắc Triều Tiên. 
Ông ngoại là Thi Bỉnh Quang (施炳光) mang ba dòng máu Đức, Trung và Scotland, con trai của Adolphus Hermann Christian Anton Zimmern, đến từ Heidelberg, Đức và bà Diệp Lệ Kim (葉麗金). Bà Diệp Lệ Kim cũng là người lai Âu Á, con gái của một thương nhân mang họ Ipsworth đến từ Scotland (theo cuốn sách Tracing my Children's Lineage của Hà Hồng Loan).
Năm 13 tuổi, La Văn Cẩm sang Anh du học, sau này theo học chuyên ngành luật. Ông tốt nghiệp năm 1915 và đủ điều kiện làm luật sư tại Vương quốc Anh.

## Sự nghiệp
Sau đó trở về Hồng Kông, La Văn Cẩm trở thành luật sư người gốc Hoa đầu tiên được chấp thuận hành nghề. Năm 1916, ông hợp tác với em trai La Văn Huệ thành lập công ty luật La Văn Cẩm.
Được bổ nhiệm tước hiệu Thân sĩ Hòa bình năm 1921. Từ năm 1929 đến 1930, giữ chức chủ tịch bệnh viện Đông Hoa. Năm 1935, trở thành thành viên không chính thức của Hội đồng Lập pháp.
Sau khi quân đội Nhật chiếm được Hồng Kông vào tháng 12 năm 1941, La Văn Cẩm bị quân đội Nhật bắt giam trong nỗ lực buộc ông phải tham gia Hội đồng Lập pháp do quân đội Nhật làm chủ tịch.
Năm 1946, ông bổ nhiệm làm thành viên của Hội đồng điều hành. Sau đó La Văn Cẩm là thành viên người Hoa không chính thức (Senior Chinese Unofficial Member) và được Nữ hoàng Anh trao tặng CBE.

### Tranh luận kinh điển
La Văn Cẩm từng biện hộ thành công tốt đẹp cho thương nhân nước ngoài, ông được biết đến với sự dũng cảm, không sợ quyền lực và phát biểu trước nghị viện. Chẳng hạn, dưới sự thuyết phục của ông, chính phủ Hồng Kông đã đồng ý tuyển dụng y tá Trung Quốc. Sau đó La Văn Cẩm trở thành Thành viên cao cấp Trung Quốc không chính thức của Hội đồng Lập pháp và Hội đồng Điều hành Hồng Kông dưới sự cai trị của thực dân Anh, được nhận huân chương CBE của hoàng gia Anh. 
Vào những năm 1930 của thế kỷ 20, những chiếc va li được sản xuất bởi hãng Mậu Long Hồng Kông kinh doanh bùng nổ nhờ giá cả phải chăng. Mặt hàng va li của họ không chỉ chiếm thị trường Hồng Kông mà còn bán rất chạy ở Đông Nam Á, với lượng đơn đặt hàng ổn định từ nhiều quốc gia khác nhau. Từ đó khiến thương nhân Wells cùng lĩnh vực nảy sinh ganh tị muốn hủy hoại Mậu Long. Một ngày, ông ta đến cửa hàng Mậu Long và long trọng đặt mua 3.000 chiếc vali trị giá 200.000 đô la Hồng Kông. Theo hợp đồng, Mậu Long phải giao hàng trong vòng 1 tháng. Nếu thời gian muộn không được thanh toán hoặc không thể được giao đúng chất lượng và số lượng, người bán sẽ bồi thường 50% chi phí sản phẩm. Cửa hàng ngay lập tức bắt đầu nhanh chóng sản xuất. Chỉ trong chưa đầy một tháng, đã sản xuất 3.000 chiếc. 
Khi Phùng Xán là người quản lý của Mậu Long giao hàng đến cho Wells và nhận tiền, điều bất ngờ đã xảy ra, Wells tình cờ mở một vài chiếc va li và liếc nhìn chúng, chỉ vào những thanh gỗ được gắn trong vali rồi la hét giận dữ："Chúng tôi đã đặt mua va li. Bây giờ va li lại làm bằng gỗ. Cái này có thể được gọi là va li không? Các người phải bồi thường tổn thất cho tôi!". Bất luận Phượng Xán giải thích thế nào thì Wales cũng không chấp nhận. Ngoài ra, Wales dựa vào việc là một người Anh, Hồng Kông là thuộc địa của Anh vào thời điểm đó và đệ đơn kiện lên tòa án để yêu cầu Mậu Long bồi thường thiệt hại theo hợp đồng. Trong phiên tòa, Tòa án Hồng Kông thuộc Anh ủng hộ Wells và cố gắng kết tội Phùng Xán lừa đảo. Người quản lý này đã phải giao phó cho La Văn Cẩm, người không nổi tiếng vào thời điểm đó, tham gia biện hộ tại tòa.
Khi đó Wells nói năng bừa bãi, bất chấp sự thực trước tòa. La Văn Cẩm đứng dậy khỏi băng ghế luật sư, lấy một chiếc đồng hồ bỏ túi lớn mạ vàng từ trong túi của mình và hỏi lớn thẩm phán: "Ngài Thẩm phán, xin lỗi cho hỏi đây là đồng hồ gì?". Thẩm phán trả lời: "Đây là một chiếc đồng hồ vàng từ Luân Đôn, Anh, nhưng có liên quan gì đến vụ án này?" - "Có mối liên quan". La Văn Cẩm giơ chiếc đồng hồ vàng lên và hỏi tất cả mọi người tại toà: "Đây là chiếc đồng hồ bằng vàng, không ai nghi ngờ gì cả? Nhưng chiếc đồng hồ bằng vàng này ngoại trừ vỏ được mạ vàng, tất cả đều là bộ phận bên trong làm bằng vàng?". Những người nghe đều lên tiếng: "Tất nhiên là không." 
La Văn Cẩm tiếp tục: "Vậy tại sao mọi người lại gọi nó là đồng hồ vàng?" Sau khi tạm dừng, ông nói to: "Điều này cho thấy trường hợp va li của cửa hàng Mậu Long chỉ là rắc rối vô lý của nguyên đơn và cố tình tống tiền?". Thẩm phán dưới sự chứng kiến của mọi người đã đuối lý, ra phán quyết Wells tội vu cáo, kết án phạt 5000 đô la Hồng Kông. Kể từ đó danh tiếng của La Văn Cẩm được biết đến nhiều hơn. 
Sau khi Thế chiến thứ II bùng nổ, quân đội Nhật Bản đã xâm chiếm Hồng Kông. Ông bị quân Nhật giam giữ riêng và buộc phải tham gia Hội đồng Lập pháp do quân đội Nhật làm chủ tịch. Trong tuyệt vọng, La Văn Cẩm đã thực hiện chính sách kháng cự thụ động, không nói gì trong mọi cuộc họp để phản đối. Sau chiến tranh, ông trở lại làm việc trong Hội đồng Lập pháp. Năm 1946, La Văn Cẩm được Ủy ban Chính phủ Hồng Kông bầu làm thành viên của Hội đồng điều hành Hồng Kông. Vì nhiệt tình với phúc lợi xã hội, ông đã được phong tước hiệp sĩ ba năm sau đó. Năm 1958, ông nghỉ hưu tại Hội đồng điều hành ở tuổi 66 và hoạt động chính trị được 24 năm.

## Qua đời
Vào ngày 7 tháng 3 năm 1959, La Văn Cẩm qua đời vì một cơn đau tim ở tuổi 67.

## Gia đình
La Văn Cẩm kết hôn với Hà Cẩm Tư (Victoria Hotung), trưởng nữ của nhà tư sản Hà Đông. Hai người có hai con trai và bốn con gái sau khi kết hôn, một trong những người con trai và con gái lớn đã mất sớm. Con trai thứ là một người nổi tiếng thân Trung Quốc trước khi Hồng Kông được trao trả.

## Lĩnh vực thể thao
La Văn Cẩm đam mê bóng đá và từng là chủ tịch của Hiệp hội bóng đá Hồng Kông. Năm 1954, Hiệp hội bóng đá châu Á được thành lập cùng với Hiệp hội bóng đá quốc gia Afghanistan, Myanmar, Cộng hòa Trung Quốc, Ấn Độ, Indonesia, Nhật Bản, Hàn Quốc, Pakistan, Philippines, Singapore và Việt Nam, ông đảm nhiệm chức vụ chủ tịch đầu tiên của hiệp hội. 

## Chức vụ trước đây
- Nghị viên của Hội đồng Lập pháp năm 1935
- Chủ tịch sáng lập Liên đoàn Bóng đá châu Á
- Chủ tịch Hiệp hội bóng đá Hồng Kông
- Ban giám hiệu và tham sự của Đại học Hồng Kông
- Cố vấn của Phòng Thương mại Trung Quốc
- Chủ tịch Bệnh viện Đông Hoa
- Thành viên thường trực của tổ chức từ thiện Po Leung Kuk
- Chủ tịch Hiệp hội The Chinese Amateur Athletic Federation of Hong Kong

## Giám đốc công ty
- CLP Holdings Ltd còn gọi là China Light and Power Co Ltd., là một công ty điện ở Hồng Kông. Được thành lập vào năm 1901 với tư cách là Công ty Điện và Năng lượng Trung Quốc Syndicate, hoạt động kinh doanh cốt lõi vẫn là sản xuất, truyền tải và bán lẻ điện.
- Hongkong Hotel
- Hong Kong, Canton & Macao Steamboat. Co.